# سومین تجزیه لهستان

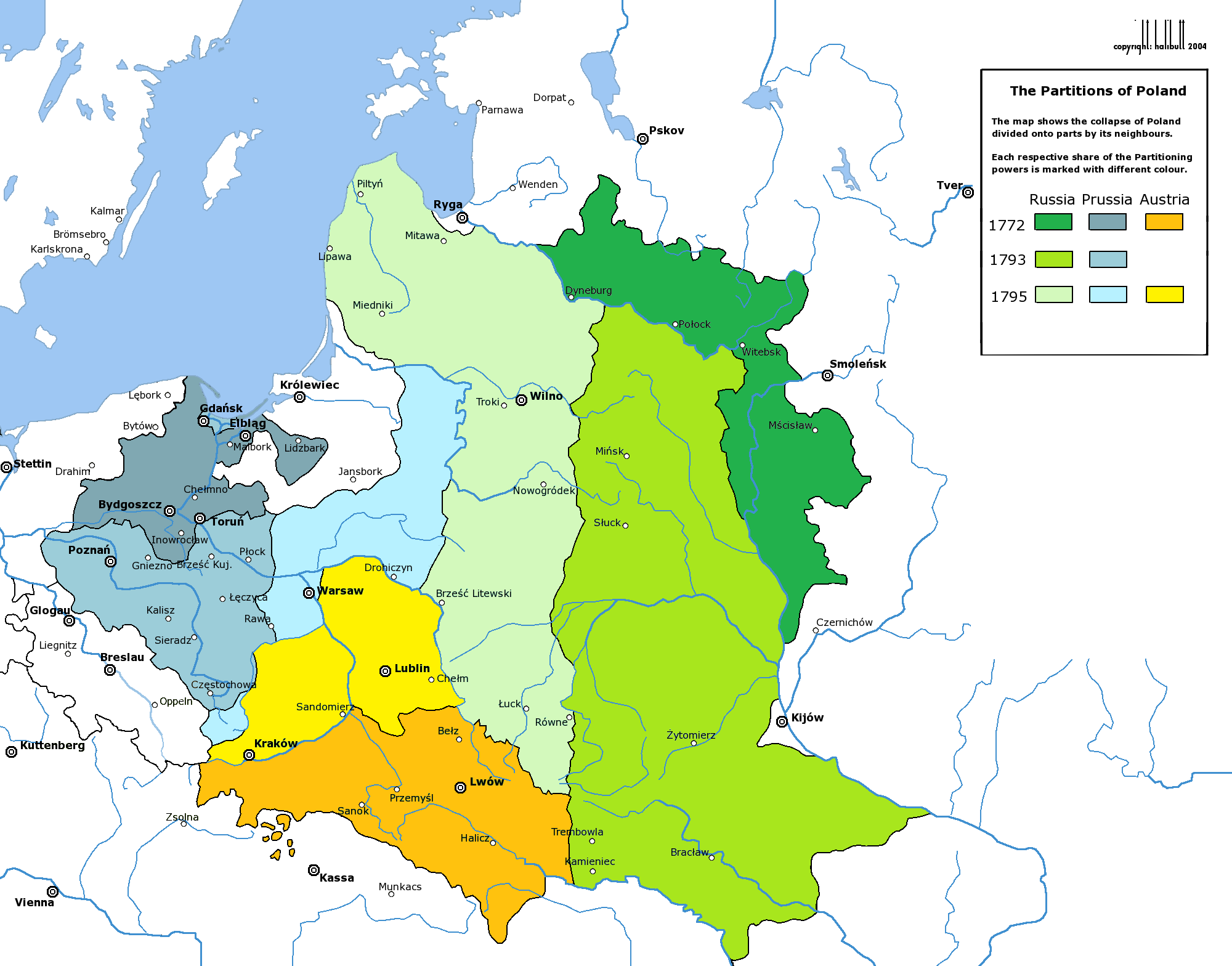
نقشه سه تجزیه لهستان

سومین تجزیه لهستان (۱۷۹۵) آخرین مرحله از تجزیه لهستان و نابودی مشترک‌المنافع لهستان-لیتوانی بود که توسط همسایگان این ملت یعنی امپراتوری روسیه ، پادشاهی پروس و امپراتوری اتریش انجام پذیرفت که به طور موثری به موجودیت و حیات مشترک ملل لهستانی و لیتوانیایی تا ۱۹۱۸ میلادی خاتمه بخشید.